# Ilan Ramon
Ilan Ramon (hebreiska: אילן רמון), född 20 juni 1954 i Ramat Gan, Israel, död 1 februari 2003 ombord på Columbia-rymdfärjan STS-107 under dess återinträde i jordens atmosfär, ovanför Texas i USA, var den första israelen i rymden och under en intervju sade han: "Det känns som jag representerar alla judar och israeler”.

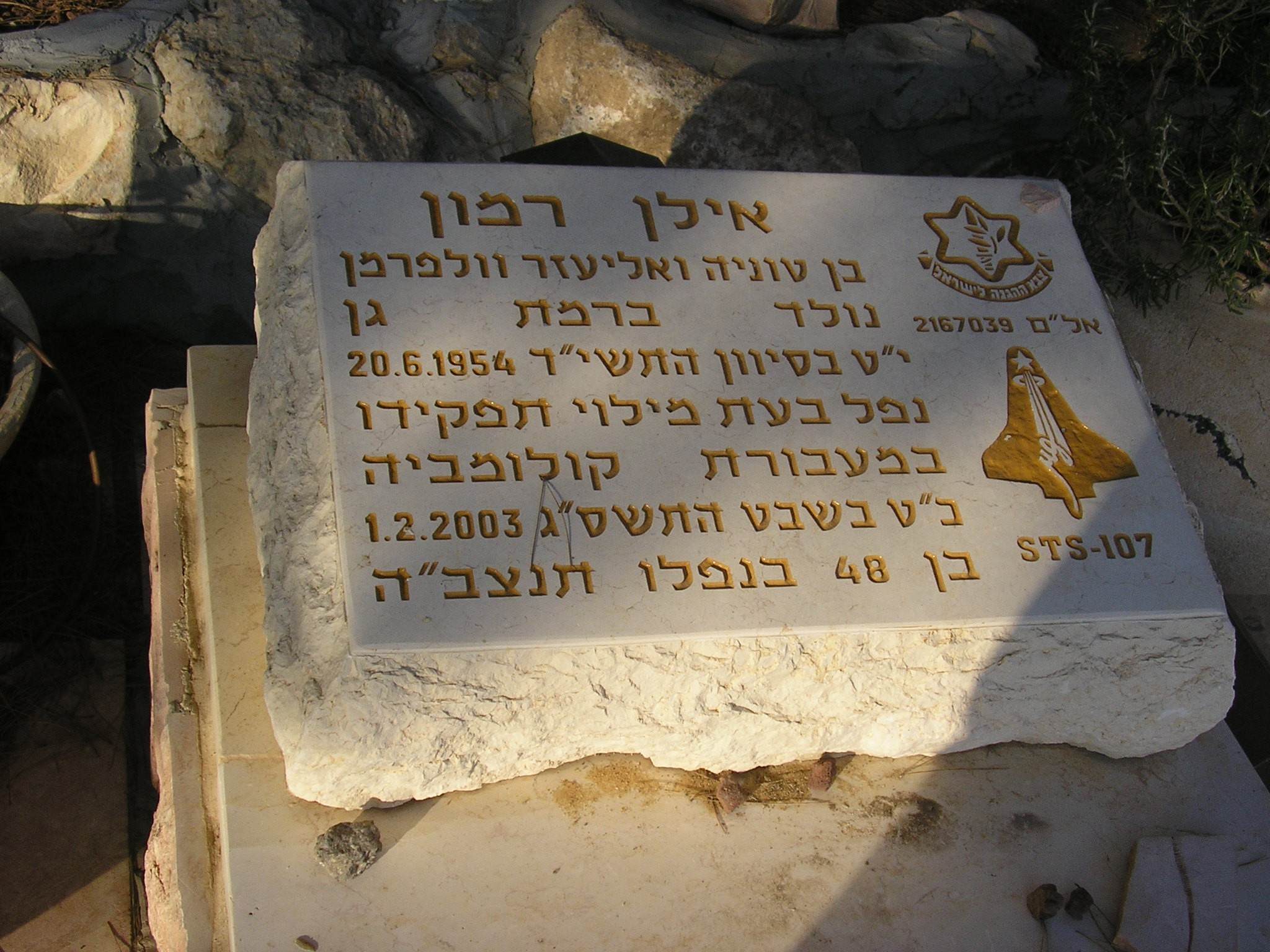

## Biografi
Ramon inledde sin karriär i det israeliska flygvapnet, där han avancerade till överste. Som stridsflygare deltog han i bombningen av den irakiska kärnreaktorn Osirak 1981 (Operation Opera).
Han togs ut till rymdprogrammet som "payload specialist" år 1997 och flög i denna egenskap med STS-107 i januari-februari 2003. Ombord på rymdfärjan Columbia hade Ramon med sig en teckning, kallad ”Moon Landscape”, ritad av 14-årige Petr Ginz som dog av tyfus i Auschwitz. Han hade även med sig Toran på mikrofiche som han hade fått av presidenten Moshe Katsav. 
Ramon och de andra i besättningen som färdades med Columbia dog över Texas när rymdfarkosten hade gått in i atmosfären, 16 minuter före landning. 
Ilan Ramon var gift och far till fyra barn.

## Eftermäle
2004 tilldelades han Congressional Space Medal of Honor.
2006 namngavs månkratern Ramon efter honom. Kratern är belägen i Apollo-kratern på månens baksida.
Även asteroiden 51828 Ilanramon är uppkallad efter honom.